# Matthias Oomen
Matthias Oomen (* 15. September 1981 in Ettenheim) ist ein deutscher Politiker (Bündnis 90/Die Grünen) und Journalist. In der Vergangenheit war Oomen als Lobbyist des Fahrgastverbands Pro Bahn tätig.

## Leben
Oomen wuchs in der Ortenau nahe Freiburg im Breisgau auf. Er besuchte die Ferdinand-Ruska-Grundschule in Kappel-Grafenhausen und danach das Integrierte Berufliche Gymnasium in Lahr/Schwarzwald. Oomen lebt in Berlin.

## Bündnis 90/Die Grünen
Oomen, der bis zum Jahr 2003 der SPD angehört hatte, wurde 2006 zum Sprecher der Grünen in Wesel am Niederrhein gewählt. In den Jahren 2005 bis 2007 arbeitete er als Sachkundiger Bürger in verschiedenen Ausschüssen des Stadtrates.
Von 2015 bis 2016 war er Sprecher der Landesarbeitsgemeinschaft Mobilität im bündnisgrünen Landesverband Berlin.

## Lobbyismus für Fahrgastverband Pro Bahn
Ab spätestens im Jahr 2008 sind Oomens Veröffentlichungen zur bundesweiten Verkehrspolitik nachvollziehbar, unter anderem in der Zeitschrift Der Fahrgast. Oomen war in den Jahren 2009 bis 2013 Pressesprecher und Hauptstadtbeauftragter des Fahrgastverbands Pro Bahn sowie von November 2011 bis 2013 Chefredakteur der verkehrspolitischen Zeitschrift Der Fahrgast. In den Jahren 2012 bis 2015 war Oomen Mitglied des Landesvorstandes im Landesverband Mecklenburg-Vorpommern.
Im Jahr 2010 wurde Oomen von seinem Verband anlässlich der Schlichtung zu Stuttgart 21 nach Stuttgart abgestellt. Die Landeszentrale für politische Bildung Baden-Württemberg registrierte ihn in diesem Zusammenhang als wissenschaftlichen Mitarbeiter. Fahrgastverband PRO BAHN und Oomen lehnen den geplanten Tiefbahnhof ab, sprechen sich aber für eine Hochgeschwindigkeitsstrecke zwischen Stuttgart und Ulm aus.